# Vulgichneumon mimicus
Vulgichneumon mimicus är en stekelart som först beskrevs av Cresson 1867.  Vulgichneumon mimicus ingår i släktet Vulgichneumon och familjen brokparasitsteklar. Inga underarter finns listade i Catalogue of Life.